# Steve 'n' Seagulls
Steve 'n' Seagulls es un grupo musical finlandés de estilo country que interpreta versiones bluegrass de reconocidas canciones de hard rock y heavy metal. La banda empezó en 2011 pero alcanzó la fama en el verano de 2014 con la publicación de vídeos en YouTube, especialmente la versión del tema Thunderstruck de AC/DC que, a abril de 2025, ha recibido más de 180 millones de visitas.
El nombre del grupo es un juego de palabras que parece al nombre del actor estadounidense Steven Seagal. Han tocado en grandes festivales como Wacken Open Air o Sweden Rock y han realizado giras por Europa, Norteamérica y Australia, visitando en varias ocasiones España.

## Miembros de la banda

### Miembros actuales
- Remmel – voz, guitarra acústica, balalaika, mandolina, yunque
- Herman - banjo, voz, guitarra acústica
- Hiltunen: acordeón, kantele, mandolina, teclados, flauta
- Jamppa - contrabajo, voz de violín (2019-presente)
- Skubu - batería, percusión, voz (2019-presente)

### Miembros anteriores
- Pukki – contrabajo, voz (hasta mayo de 2019)
- Puikkonen – batería, percusión, voz (hasta agosto de 2019)

## Discografía

### Álbumes
- Farm Machine (2015)
- Brothers in Farms (2016)
- Grainsville (2018)
- Another Miracle (2020)

### Sencillos
- "The Trooper" (2014)
- "Holy Diver" (2014)
- "Thunderstruck" (2014)
- "You Shook Me All Night Long" (2015)
- "Seek And Destroy" (2015)
- "Run to the Hills" (2015)
- "Nothing Else Matters" (2015)
- "Cemetery Gates" (2015)
- "Black Dog" (2016)
- "Aces High" (2016)
- "November Rain" (2016)
- "Self Esteem" (2016)
- "It's a Long Way to the Top (If You Wanna Rock 'n' Roll)" (2017)
- "You Could Be Mine" (2017)
- "Antisocial" (2017)